# Bengalia jejuna
Bengalia jejuna är en tvåvingeart som först beskrevs av Fabricius 1787.  Bengalia jejuna ingår i släktet Bengalia och familjen spyflugor. Inga underarter finns listade i Catalogue of Life.